# Carmen Moraleda
Carmen Moraleda Carrascal (Ariza, 30 de enero de 1906-Zaragoza, 23 de febrero de 1985) fue una médica española que dirigió el Laboratorio Clínico de la Facultad de Medicina de la Universidad de Zaragoza.

## Trayectoria
Cursó el Bachiller en el Instituto de Zaragoza, donde fue una de las diez mujeres que obtuvieron el título en el año 1922. Ese mismo año inició sus estudios de Medicina en la Universidad de Zaragoza. En ese momento había siete mujeres. Se licenció en 1929, junto a Amparo Poch y Gascón, con calificación de Sobresaliente, tras lograr cinco matrículas de honor. Se trasladó a Madrid en 1929 para completar sus estudios de Doctorado, y posteriormente trabajó como Ayudante de Histología y Anatomía Patológica en Zaragoza.
Junto con sus compañeros de facultad Amparo Poch y Manuel Abascal, Moraleda colaboró en el proyecto de la Ciudad Jardín de la Confederación Nacional del Trabajo (CNT), de los Ferrocarriles de Aragón.
Trabajó con su marido José María Muniesa Belenguer, también médico y profesor auxiliar de la Universidad de Zaragoza, y su cuñado Augusto Muniesa Belenguer, en un laboratorio de análisis clínicos situado en el Coso de Zaragoza.
Al estallar la guerra civil, los hermanos Muniesa fueron acusados de conspiración y asesinados en octubre de 1936. Moraleda quedó viuda con 30 años y un hijo. En 1937, a través de un expediente de Responsabilidades Políticas a su difunto marido, le incautaron más de la mitad de sus bienes. Enfrentó una crítica situación económica y luchó durante años por demostrar que su marido era legalmente inocente, hasta que logró que el Tribunal Nacional de Responsabilidades Políticas resolviera a su favor en 1943.

## Experiencia
Ayudante de clases prácticas de Aurora Sanz Alonso (1935-1936) en la asignatura de Pediatría de la Universidad de Zaragoza.
Directora del Laboratorio Clínico de la Universidad de Zaragoza. Fue cesada por ser esposa de un médico republicano asesinado, y se reincorporó como médica analista en 1939. Se jubiló en 1976 como directora de la citada institución.